# Pumptrack-Weltmeisterschaften 2021
Die Pumptrack-Weltmeisterschaften 2021 fanden am 17. Oktober in Lissabon statt. Sie waren die dritten ihrer Art, nachdem sie im Vorjahr infolge der Corona-Pandemie ausgefallen waren. Schauplatz war ein Pumptrack im Parque das Nações unterhalb der Vasco-da-Gama-Brücke.

## Ablauf
Die Weltmeisterschaften wurden wie zuvor von Velosolutions organisiert im Namen des Radsport-Weltverbands UCI und des Namenssponsors  Red Bull. Fahrer konnten sich über eine Serie weltweit organisierter Wettkämpfe für die WM qualifizieren. Diese war ursprünglich für 2020 im österreichischen Leogang geplant, allerdings verhinderte die Pandemie die Austragung der meisten Qualifikations-Wettkämpfe. Die wenigen Qualifikationsrunden, die stattfanden, wurden für die Weltmeisterschaften 2021 gewertet.
Vor Ort in Lissabon fand am 16. Oktober eine letzte Qualifikationsrunde statt. An den Endläufen nahmen 33 Frauen und 34 Männer teil, deren Zahlen in mehreren Runden auf 32, 16, 8, 4 und 2 reduziert wurden. Diese Runden fanden im Format „Open Session“ statt, bei dem die Teilnehmer innerhalb eines gewissen Zeitrahmens beliebig viele Versuche hatten, einzeln eine gute Zeit zu setzen; die Fahrer mit der besten Zeit kamen weiter. In den Finals um Platz 1 und 3 gab es nur einen Versuch. Wie in den Vorjahren dominierten Spezialisten aus dem BMX-Rennsport.

## Ergebnisse
Angegeben sind, je nach Platz, die Zeiten im Finale um Platz 1, im Finale um Platz 3 bzw. im Viertelfinale.

### Frauen
| Platz | Name                      | Zeit     |
| ----- | ------------------------- | -------- |
| 1     | Aiko Gommers              | 29,755 s |
| 2     | Payton Ridenour           | 30,105 s |
| 3     | Christa von Niederhäusern | 30,255 s |
| 4     | Merel Smulders            | 30,351 s |
| 5     | Christelle Boivin         | 30,470 s |
| 6     | Manon Veenstra            | 30,591 s |
| 7     | Kristína Madarásová       | 30,726 s |
| 8     | Emily Hayes               | 30,867 s |

### Männer
| Platz | Name             | Zeit     |
| ----- | ---------------- | -------- |
| 1     | Eddy Clerté      | 26,920 s |
| 2     | Philip Schaub    | 28,920 s |
| 3     | Thibault Dupont  | 29,211 s |
| 4     | Niels Bensink    | DNF      |
| 5     | Tommy Zula       | 27,734 s |
| 6     | Kristaps Vekša   | 27,850 s |
| 7     | Amakaye Andersen | 27,914 s |
| 8     | Loris Aeberhard  | 27,964 s |